# St. Marien (Schöten)

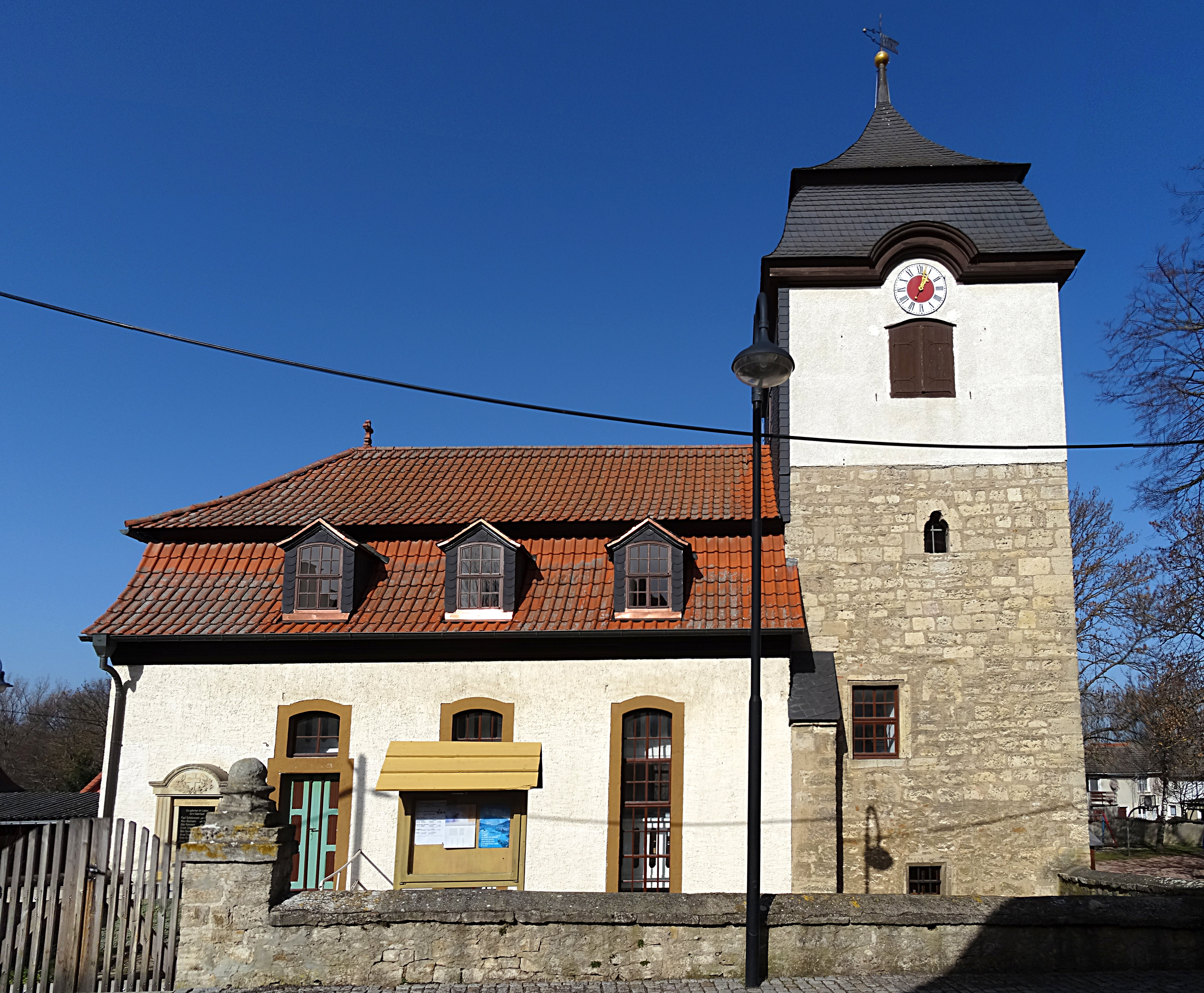
St. Marien

Die evangelisch-lutherische denkmalgeschützte Kirche St. Marien steht in Schöten, einem Ortsteil der Stadt Apolda im Landkreis Weimarer Land von Thüringen. Die Kirchengemeinde Schöten gehört zum Pfarrbereich Apolda III (KGV Schöten und KG Kapellendorf) im Kirchenkreis Apolda-Buttstädt der Evangelischen Kirche in Mitteldeutschland.

## Beschreibung

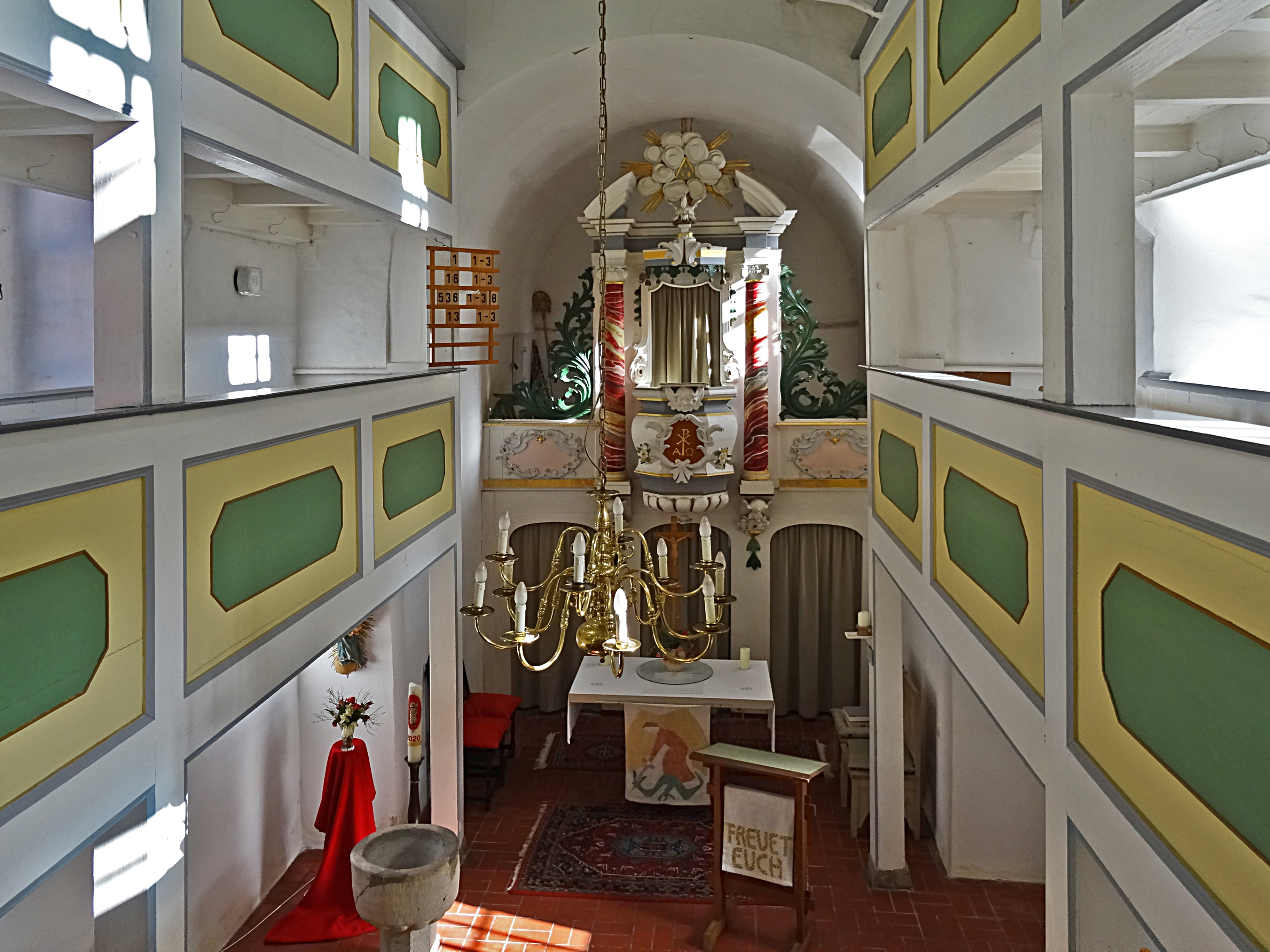
Innenansicht

Die aus dem Jahr 1260 stammende spätromanische Saalkirche wurde nach einem Brand im Jahr 1780 im folgenden Jahr an der gleichen Stelle neu errichtet. Die unteren Geschosse des eingezogenen, annähernd quadratischen Chorturms hatten den Brand überstanden. In ihm befinden sich kleine Lichtöffnungen von ganz unterschiedlicher Gestalt. Das oberste Geschoss, das den Glockenstuhl und die Turmuhr beherbergt, kam beim Wiederaufbau hinzu. Es hat neuzeitliche Rechteckfenster. Bedeckt ist der Turm mit einem gestaffelten Pyramidendach, das von einer Turmkugel und einem Wetterhahn bekrönt ist. Das Langhaus über drei Achsen ist mit einem Mansarddach bedeckt, das auf den Längsseiten je drei Dachgauben hat. 

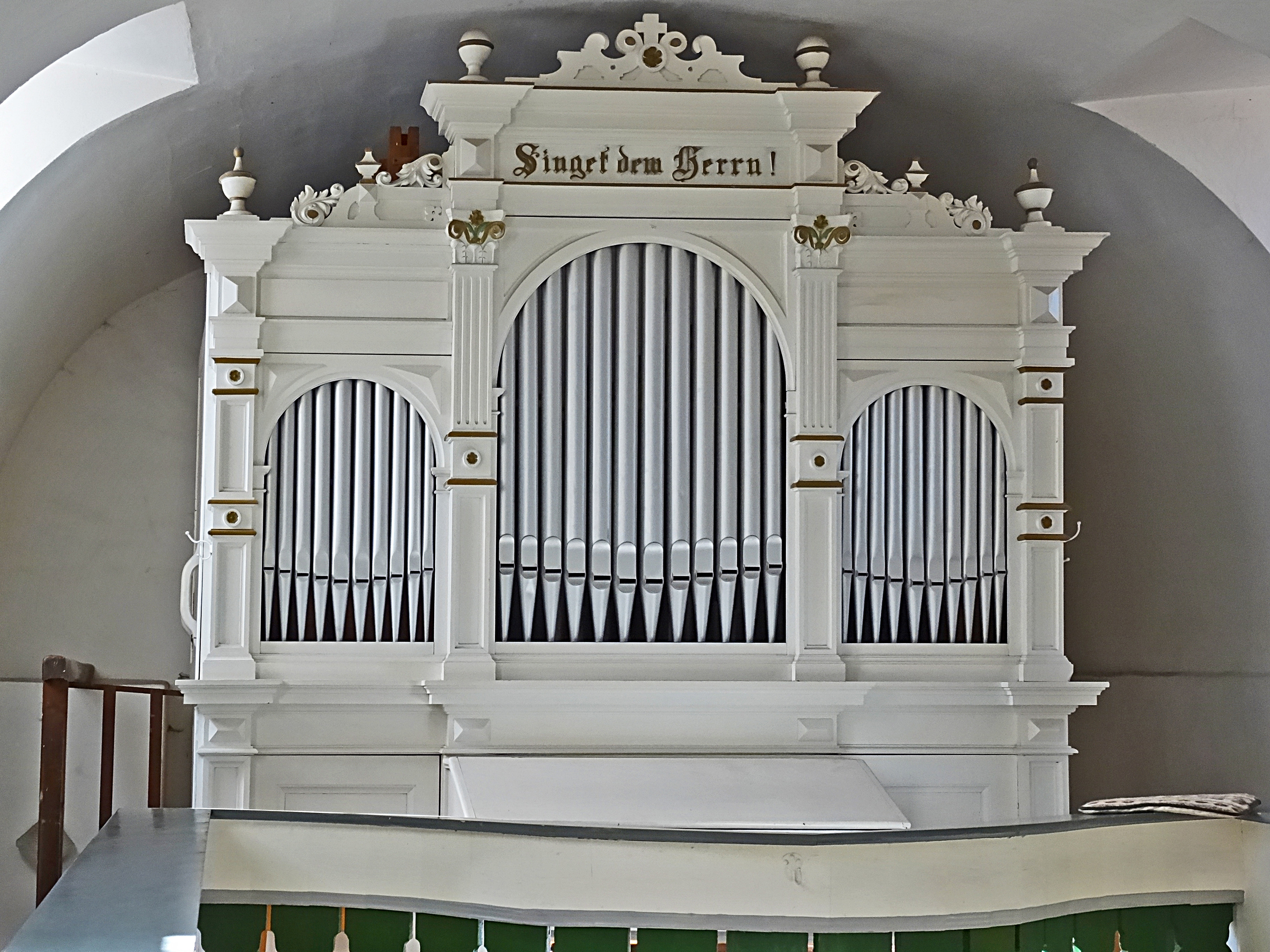
Eifert-Orgel

Der Innenraum hat eine dreiseitige, zweigeschossige Empore und ist mit einem hölzernen Tonnengewölbe überspannt. Zur Kirchenausstattung gehören ein Kanzelaltar von 1782 und ein Taufengel aus dem 17. Jahrhundert. 
Die Orgel mit 10 Registern, verteilt auf 2 Manuale und Pedal, wurde 1905 von Adam Eifert gebaut.
| I Hauptwerk C–f3 |            |    |
| 1.               | Prinzipal  | 8′ |
| 2.               | Hohlflöte  | 8′ |
| 3.               | Gamba      | 8′ |
| 4.               | Octave     | 4′ |
| 5.               | Mixtur III | 2′ |

| II Oberwerk C–f1 |                  |    |
| 6.               | Salicional       | 8′ |
| 7.               | Lieblich Gedackt | 8′ |
| 8.               | Flauto Dolce     | 4′ |

| Pedalwerk C–d1 |             |     |
| 09.            | Subbass     | 16′ |
| 10.            | Octavenbass | 08′ |

- Koppel: II/I, I/P, II/P

Von 1989 bis 1992 wurde die Kirche renoviert.